# گرمک

## معرفی
گرمک یکی از پرطرفدارترین میوه‌های فصل تابستان است و به خاطر عطر و طعم دلپذیرش بسیار محبوب است. گرمک متعلق به خانواده خیار و کدو است. گرمک ، شبیه خربزه است و از جهت غذا و پزشکی شباهت زیادی به خربزه دارد با این تفاوت که پیش از خربزه می‌رسد و لطیف تر است و هضم آن آسان تر است.گرمک از میوه‌های پرآب فصل تابستان است. قسمت‌های مورد استفاده گرمک عبارتند از:میوه و تخم میوه.البته از پوست آن نیز برای درمان شکستگی نیز استفاده می‌شود.

## تفاوت طالبی و گرمک
با این که این دو میوه تفاوتهایی دارند اما معمولاً با هم اشتباه گرفته می‌شوند.
تعدادی از تفاوت‌های طالبی و گرمک:
1.رنگ داخل طالبی کاملاً سبز است ولی گرمک رنگی زرد دارد.
2. طالبی دارای خطهای سراسری از محل بوته است که گرمک این خطوط را ندارد.
3.طالبی معمولاً طعمی شیرین تر از گرمک دارد.
4.داخل گرمک کمی از طالبی نرمتر است.

## فواید تغذیه‌ای گرمک
گرمک یکی از بهترین منابع ویتامین A است و مملو از بتا کاروتن است که در بدن تبدیل به ویتامینA می‌شود. در یک فنجان آب گرمک فقط ۵۶ کالری انرژی وجود دارد ولی ۱۲۹% نیاز روزانه ما به ویتامینA را تأمین می‌کند که تأثیر آن در بهبود بینایی و پوست بدن بر همه واضح است.
گرمک یکی از غنی‌ترین میوه‌های حاوی ویتامینC است. گرمک علاوه بر ویتامین هایA وC حاوی مواد مغذی مفید دیگری مثل پتاسیم، فولات، فیبر، منیزیم، ید و ویتامین هایB۶،B۳،B۵ وB۱ است.
همانطور که ویتامینA آنتی اکسیدان محلول در چربی است، ویتامینCآنتی اکسیدان محلول در آب است و مصرف این میوه به دلیل دارا بودن مقدار زیادی از این دو ویتامین، ابتلا به بسیاری از بیماری‌های مزمن مثل بیماری‌های قلبی، سکته و سرطان را کاهش می‌دهد . وجود مجموعه‌ای از ویتامین‌های گروهB در این میوه آن را به یک ماده بسیار خوب برای سوخت و ساز انرژی در بدن تبدیل کرده‌است. از این رو میوه‌ای بسیار مفید برای افزایش وزن کودکان و نوجوانان و افراد لاغر است.

## خواص درمانی گرمک
1. گرمک سرشار از ویتامین هایA وC و سلولز است.
2. گرمک ملّین است؛ مخصوصاً برای کسانی که از یبوست می نالند مفید است.
3. گرمک ، تشنگی را در تابستان تسکین می‌دهد.

گرمک هم‌اکنون دربخش‌هایی ازایران-هندوستان-امریکا-استرالیا و مناطق استوایی مانند به زیرکشت میرود.نام گرمک بیشتر در مناطق جنوب شرق و مناطق مرکزی ایران مانند سیستان و بلوچستان، کرمان و یزد به کار میرود.